# 특별작전특공대

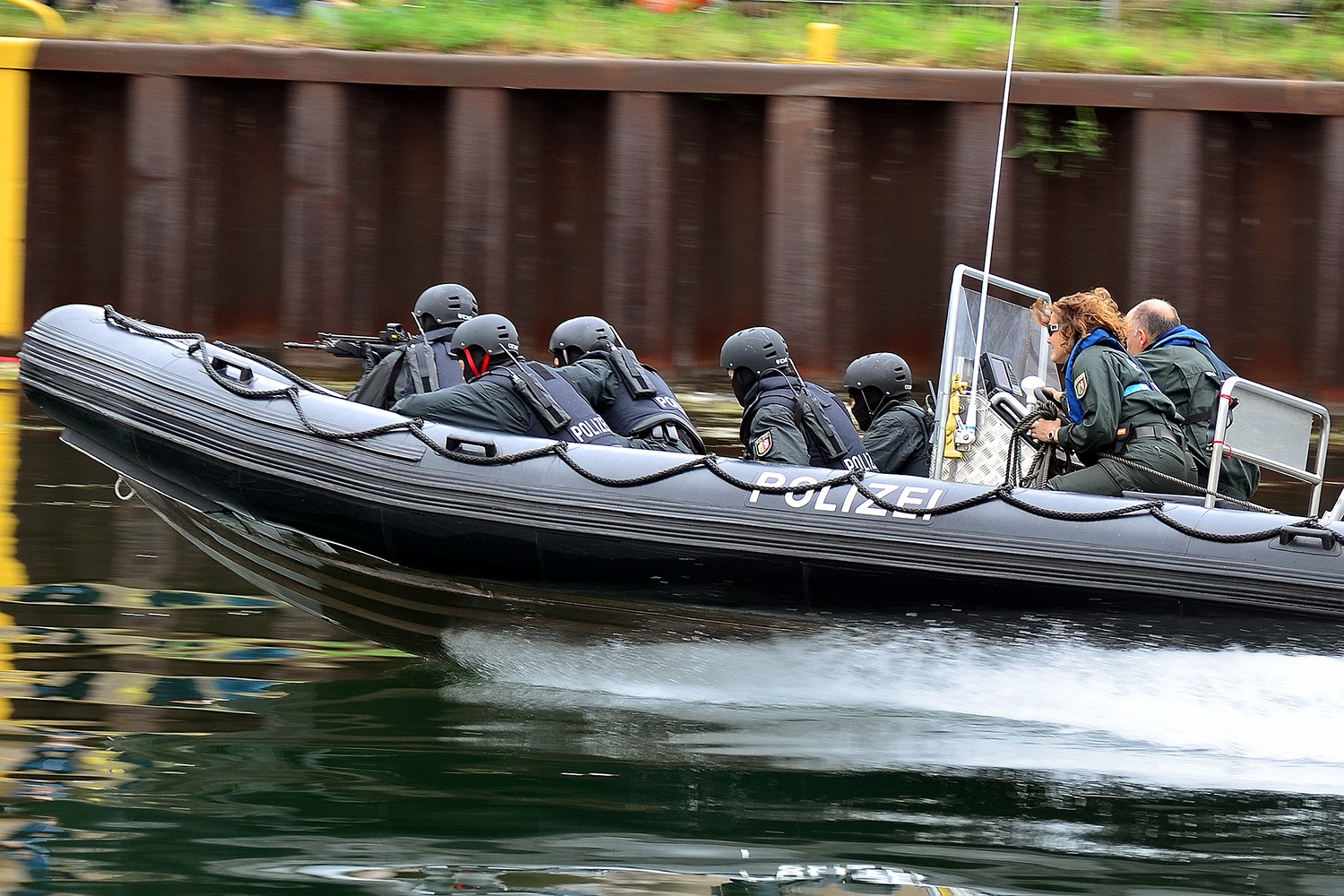
훈련 중인 노르트라인베스트팔렌 경찰 소속 SEK.

특별작전특공대(독일어: Sondereinsatzkommando SEK 존더아인자츠코만도[*])는 독일 지방경찰의 경찰전술부대다. 연방경찰의 GSG-9와 비교할 수 있다.
SEK의 조직은 각 주마다 다르다. 대부분의 주는 주도에 1개 SEK를 두고 있지만, 일부 주에서는 하나 이상의 SEK를 두기도 한다. 노르트라인베스트팔렌 경찰과 라인란트팔츠 경찰은 필요한 대도시마다 SEK들을 두고 있고, 바이에른 주경찰과 헤센 주경찰은 각각 주의 남부와 북부를 담당하는 SEK를 두 개씩 두고 있다.